# Blake & Murphy
Blake & Murphy (antes conocidos como Buddy Murphy & Wesley Blake y Team Thick) fue un tag team de lucha libre profesional conformado por Blake y Murphy, trabajó para la WWE en su territorio de desarrollo NXT. 
Entre sus logros se destaca un reinado como Campeones en Parejas de la NXT.

## Historia

### WWE (2014-2016)

#### NXT Wrestling (2014-2016)
En agosto de 2014, Wesley Blake abandonó el gimmick de cowboy y formó un stable con Buddy Murphy. El 14 de agosto en NXT, Blake y Murphy fueron derrotados en la primera ronda en un torneo para definir a los contendientes por el Campeonato en Parejas por Sin Cara y Kalisto, luego conocidos como The Lucha Dragons. Por el resto del 2014, Blake y Murphy perdieron muchas veces conequipos como Lucha Dragons y The Vaudevillains (Aiden English y Simon Gotch). Blake y Murphy fueron una vez referenciados como Team Thick en octubre, pero ese nombre fue abandonado un tiempo después. Además en octubre de 2014, Blake y Murphy se vieron envueltos en un tag-team battle royal para determinar a los contendientes por el  Campeonato en Parejas de la NXT; pero fueron eliminados de la lucha por The Ascension.
El 21 de enero de 2015 en NXT, Blake y Murphy alcanzaron su primera victoria televisiva al derrotar a The Vaudevillains. Esto provocó una oportunidad titular para el 28 de enero de 2015 en NXT (grabado el 15 de enero) en donde Blake y Murphy derrotaron a los campeones The Lucha Dragons ganando los Campeonatos en Parejas de la WWE por primera vez.
El 31 de enero de NXT en un house show, Blake y Murphy fueron nombrados sin sus primeros nombres. El nombre de ambos fue cambiado en NXT TakeOver: Rival, en donde Blake y Murphy derrotaron a The Lucha Dragons en la cláusula de revancha. Luego de esto, Blake y Murphy iniciaron un feudo con Enzo Amore y Colin Cassady, quienes se enfeudaron con el propósito de alcanzar los títulos en parejas.
En marzo, Amore y Cassady iniciaron una rivalidad con los Campeones en Parejas de la NXT Blake y Murphy, mientras que Blake y Murphy intentaron de humillar a Carmella en varias ocasiones. El 13 de mayo en NXT, Blake y Murphy distrajeron a Carmella durante su lucha ante Alexa Bliss, causando su derrota, cambiando Blake y Murphy a heel. En NXT TakeOver: Unstoppable, durante la lucha entre Amore y Cassady ante Blake y Murphy por el Campeonato en Parejas de la NXT, Alexa Bliss apareció en medio de la lucha atacando a Carmella y Amore, provocando la victoria de Blake y Murphy. Blake y Murphy perdieron los Campeonatos en Parejas de la NXT en una lucha ante The Vaudevillains en NXT TakeOver: Brooklyn.
Después de su pérdida de campeonato, Blake y Murphy irían en una mala racha de derrotas por varios meses contra The Ascension, Enzo & Cass, American Alpha y The Hype Bros.

#### 2016
El 18 de mayo en NXT, perdieron ante Shinsuke Nakamura y Austin Aries y a raíz de esto, Alexa Bliss se separó del equipo y Blake procedió de manera disimulada.  El 15 de junio en NXT, se reunieron nuevamente pero por problemas entre ellos, fueron derrotados por el stable debutante TM-61. El 6 de julio se enfrentaron a The Hype Bros pero fueron interrumpidos por Rhyno, quien hacía su regreso. Tras esto el equipo se separó y tuvieron un combate entre ellos.

## En lucha
- Dobles movimientos finales
  - Running brainbuster (Murphy) seguido de un frog splash (Blake)[17][18][19]

- Mánagers
  - Alexa Bliss[20][21]

- Apodos
  - "BAMF"[22] (Blake Alexa Murphy Factor/BAM Factor)[23]

- Música de Entrada
  - "Action Packed" de Kosinus (NXT; 1 de diciembre de 2014 – 20 de mayo de 2015)
  - "Opposite Ends of the World" de CFO$[24] (NXT; 20 de mayo de 2015–6 de julio de 2016)
  - "Spiteful" de CFO$[25] (NXT; 18 de noviembre de 2015–18 de mayo de 2016) (Alexa Bliss; usado en luchas individuales)

## Campeonatos y logros

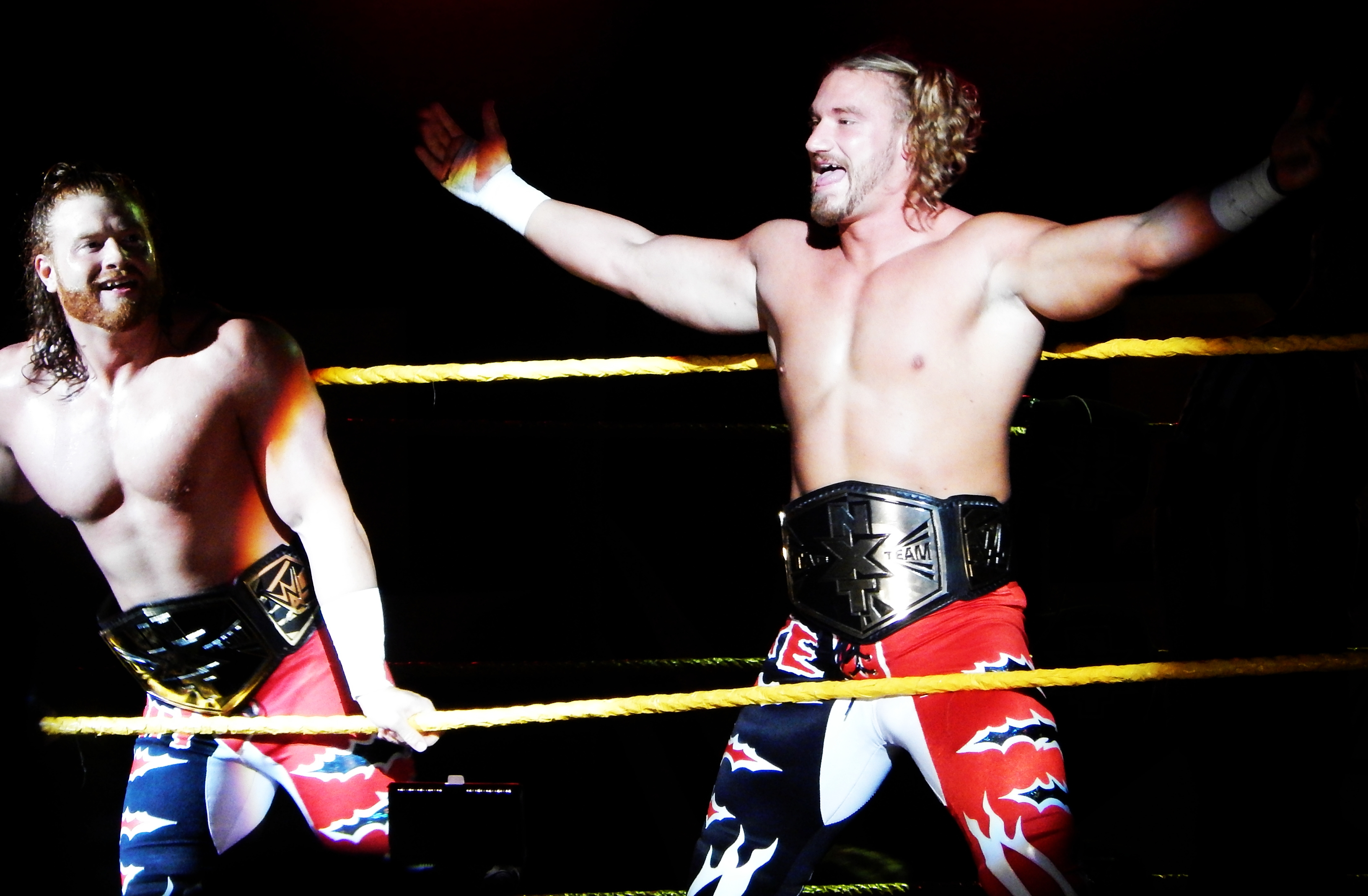
Blake (derecha) y Murphy (izquierda) como Campeones en Parejas de NXT en mayo de 2015

- WWE
  - NXT Tag Team Championship (1 vez)